# Алес (Гомельская область)
Алес (бел. Алес) — упразднённый посёлок в Меркуловичском сельсовете Чечерском районе Гомельской области Белоруссии.

## География

### Расположение
В 16 км на северо-запад от Чечерска, 70 км от Гомеля, 42 км от железнодорожной станции Буда-Кошелёвская (на линии Гомель — Жлобин).

### Гидрография
На востоке и юге мелиоративные каналы, соединённые с рекой Чечора (приток реки Сож).

## Транспортная сеть
Рядом автодорога Меркуловичи — Чечерск. Застройка деревянная, усадебного типа.

## История
Основан в начале 1920-х годов переселенцами из соседних деревень на бывших помещичьих землях. В 1931 году организован колхоз. 11 жителей погибли на фронтах Великой Отечественной войны. Согласно переписи 1959 года в составе совхоза «Ботвиново» (центр — деревня Ботвиново).
В 2018 году посёлок упразднён.

## Население
- 1959 год — 71 житель (согласно переписи).
- 2004 год — 1 хозяйство, 1 житель.